# Daisuke Ichikawa
Daisuke Ichikawa (市川 大祐?, Ichikawa Daisuke; Shizuoka, 14 maggio 1980) è un ex calciatore giapponese, di ruolo difensore.

## Palmarès

### Club

#### Competizioni nazionali
- Coppa dell'Imperatore: 1

Shimizu S-Pulse: 2001
- Supercoppa del Giappone: 2

Shimizu S-Pulse: 2001, 2002

#### Competizioni internazionali
- Coppa delle Coppe dell'AFC: 1

Shimizu S-Pulse: 1999-2000